# Antonio Barbieri
Antonio Barbieri (Benevento, 20 settembre 1952) è un politico italiano, deputato nella XIV Legislatura.
Laureato in giurisprudenza, è  vicepresidente della provincia di Benevento.
Eletto sindaco di Cerreto Sannita per la prima volta nel 1985, e confermato anche nelle successive legislature, fino alla sconfitta nel giugno 1999.
È stato successivamente eletto alla Camera dei deputati durante le 2001 nel collegio maggioritario di Sant'Agata de' Goti in rappresentanza della coalizione di centrodestra superando il suo avversario, candidato del centro-sinistra Clemente Mastella.
Nella XIV Legislatura è stato membro della Commissione Ambiente, Territorio e Lavori Pubblici.
Dal 2004 è tornato ad essere sindaco di Cerreto Sannita, ricoprendo tale incarico fino al giugno 2009.
È stato candidato senza essere eletto alle elezioni politiche del 2006 nella lista Proporzionale di Forza Italia, nella Circoscrizione Campania 2 risultando essere il primo dei non eletti.
Nel febbraio 2009 ha accettato l'incarico di vicepresidente della provincia di Benevento, retta dalla giunta di centro sinistra di Aniello Cimitile, ottenendo forti critiche dal centro destra.
A seguito delle sue dimissioni da Forza Italia si è proclamato indipendente sino al luglio 2009 quando si è iscritto al Partito Democratico.
Alle elezioni amministrative del 2009 non si è ricandidato a sindaco di Cerreto Sannita, pur facendo parte della lista civica Insieme per Cerreto guidata da Pasquale Santagata, che è così diventato il primo cittadino del comune. Barbieri è andato così ad occupare il posto di consigliere comunale.  Passato all'opposizione durante la legislatura, alle elezioni amministrative del 2011 si è ricandidato a sindaco contro lo stesso Pasquale Santagata, venendo sconfitto.